# ديك أمبروز
ديك أمبروز (بالإنجليزية: Dick Ambrose)‏ هو لاعب كرة قدم أمريكية وقاضي أمريكي، ولد في 17 يناير 1953 في نيو روتشيل في الولايات المتحدة.

## وصلات خارجية
- الموقع الرسمي
- ديك أمبروز على موقع مرجع كرة القدم المحترفة.كوم (الإنجليزية)